# Het Vluchtmisdrijf
Het Vluchtmisdrijf is een aflevering van de Belgische hoorspelenreeks Maskers en Mysterie en werd geschreven door de Franse auteur Louis Thomas.

## Rolverdeling
- Karel Vingerhoets - Henri Carmaux
- Danni Heylen - Nicole Carmaux
- Ugo Prinsen - Georges Lamastre
- Oswald Versyp - Robert
- Walter Cornelis - commissaris
- Walter De Grote - Boniface

## Verhaal
Nicole Carmaux biecht op een avond aan haar man Henri, een romanschrijver, op dat ze een aanrijding met dodelijk afloop heeft veroorzaakt en vervolgens vluchtmisdrijf. Henri probeert haar uit de handen van de politie te houden. Zo doodt hij Georges Lamastre, de echtgenoot van het slachtoffer en die gekomen is om zijn vrouws dood te wreken, en dumpt zijn lichaam in het bos. Maar gaandeweg ontdekt hij dat zijn vrouw hem niet echt de waarheid over het ongeluk heeft verteld.